# Зимничеле (Телеорман)
Зимничеле (рум. Zimnicele) насеље је у Румунији у округу Телеорман у општини Настурелу. Oпштина се налази на надморској висини од 30 m.

## Становништво
Према подацима из 2002. године у насељу је живело 1157 становника, од којих су сви румунске националности.